# Jean-Charles Peltier
Pour les articles homonymes, voir Peltier.
Jean Charles Athanase Peltier est un physicien français, fils d'un sabotier, né à Ham le 22 février 1785 et mort à Paris le 27 octobre 1845.

## Biographie
D'abord horloger, il découvrit en 1834 l'effet calorifique du courant électrique passant à travers la jonction de deux métaux différents, effet qui désormais porte son nom. Il détermina expérimentalement en 1841 la température de l'eau en caléfaction. Il signait ses articles scientifiques Athanase Pelletier.
Jean Charles Athanase Peltier est inhumé au cimetière du Père-Lachaise (73e division).

## Effet Peltier
La figure ci-contre montre le circuit thermoélectrique de base.
Deux matériaux conducteurs de natures différentes a et b sont reliés par deux jonctions en X et W. Dans le cas de l’effet Peltier, un courant électrique {\displaystyle I} est imposé au circuit, en plaçant par exemple une source de courant électrique entre Y et Z, ce qui entraîne une libération de chaleur {\displaystyle Q} à une jonction et une absorption de chaleur à l’autre jonction. Le coefficient Peltier relatif aux matériaux a et b
Πab est alors défini par :
{\displaystyle \Pi _{ab}={\frac {Q}{I}}\,}
Si un courant imposé dans le sens Y→W→X→Z entraîne une libération de chaleur en X et une absorption en W, alors Πab est positif.

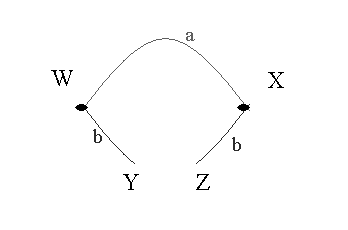
Circuit thermoélectrique de base.
Schéma d'une cellule à effet Peltier.